# 33-as busz (Sopron)
A soproni 33-as jelzésű autóbusz Autóbusz-állomás és Sopronkőhida, Pesti Barnabás utca végállomások között közlekedik.

## Története
2011. július 31-ig a 33-as busz vonalán 13HK jelzéssel közlekedtek az autóbuszok (HK: helyközi) hasonló menetrenddel és azonos útvonalon. Különbség azonban a két járat között, hogy a 13HK busz az Ógabona tér, Újteleki utca, Móricz Zsigmond utca, Híd utca, Balfi út és Pozsonyi út, régi vízműtelep elnevezésű megállóhelyeken nem állt meg, azonban a 33-as busz már a vonalon lévő összes megállót érinti (2016 előtt a Sopronkőhida felé közlekedő járatok nem álltak meg a Pozsonyi út, Szent Mihály temető nevű megállónál). Ezen kívül a korábbi 13HK busz Sopronkőhida felé az Ógabona tér helyett a II. Rákóczi Ferenc utcán járt.(A 13HK elindulása előtt a fertőrákosi buszok nem viseltek viszonylat jelzést, viszont ezek voltak 2011 előtt az egyetlen integrált helyközi járatok, amiket Sopronon belül helyi díjszabással is igénybe lehetett venni).
 2022. december 11-től napközben néhány 33-as busz Sopronkőhida felé Tómalom fürdő érintésével közlekedik, majd 2024. június 22-től a 6-os busz megszüntetésével már valamennyi járat mindkét irányban betér Tómalom fürdőhöz. 2024. december 15-től Sopronkőhida felé a reggel 8 óra előtti, Sopron felé pedig az este 21 óra utáni járatok nem térnek be Tómalomfürdőre.

## Sopronkőhidaés Tómalom autóbuszjáratai
Sopronkőhidára közlekednek a 13, 13B és 33-as jelzésű buszok. A 13-as busz a Jereván lakótelepről indul, és Sopronkőhida, fegyházig jár, Tómalom fürdő érintése nélkül. A 13B jelzésű busz Sopronkőhidáról a Jereván lakótelepre megy alapjáratával azonos útvonalon, de ez betér Tómalom fürdőhöz is. A 33-as busz az autóbusz-állomásról indul és a 13-as busszal azonos útvonalon, de csak Sopronkőhida, Pesti Barnabás utcáig közlekedik. Ezt a vonalat a 7205 Sopron–Fertőrákos–Fertő tó viszonylatú helyközi autóbuszok szolgálják ki, amelyek a soproni autóbusz-állomás és Sopronkőhida, Pesti Barnabás utca között helyi utazásra is igénybe vehetők.
  Korábban a Lackner Kristóf utca, autóbusz-állomás és Sopronkőhida, fegyház között közlekedett a 13M jelzésű busz, amely más útvonalon, a Bécsi út/84. sz. főúton át érte el a Pozsonyi utat, majd innen olvadt bele alapjáratának vonalába. Ez a járat csak Sopronkőhida felé járt munkanapokon naponta egyszer.
 A 6-os busz is a 13-as járatokkal azonos útvonalon járt Tómalom fürdőig május és október között.
 Az 1999/2000-es menetrend idején a 6-os busz még nem közlekedett, szerepét akkor a Jereván lakótelep – Tómalom fürdő – Sopronkőhida útvonalon közlekedő 13F járat töltötte be (a mostani 13B járattal megegyező útvonalon közlekedett), ami ezután még a 2000/2001-es menetrend idején is járt az akkor indított 6-os busz mellett.
 2015. december 12-ig a sopronkőhidai és tómalmi járatok az autóbusz-állomás/Jereván lakótelep felé  a Várkerületen át közlekedtek, azonban az új várkerületi menetrend kialakítása miatt a buszok útvonalát az Ógabona tér felé módosították.
 2022. október 22-től Sopron város önkormányzatának döntése alapján, az energiaválság következtében jelentős menetrendi változások és járatritkítások léptek érvénybe. A módosítások értelmében a 13-as busz a továbbiakban csak Sopronkőhida felé, a 13B járat pedig csak a Jereván lakótelep felé közlekedik naponta 1-1 alkalommal, ellenkező irányú viszonylataik megszűntek.
 2024. június 22-től a 6-os járat a továbbiakban nem közlekedik, a vonalat a 33-as busz szolgálja ki, amely betér Tómalom fürdőre is.

## Útvonal
| Autóbusz-állomás → Tómalom fürdő → Sopronkőhida, Pesti Barnabás utca |
| --- |
| Autóbusz-állomás végállomás – Dózsa utca – Ferenczy János utca – Lackner Kristóf utca – Ógabona tér – Petőfi tér – Széchenyi tér – Móricz Zsigmond utca – Magyar utca – Fapiac utca – Híd utca – Pozsonyi út – Pesti Barnabás utca – Tómalom sor – Pesti Barnabás utca – Sopronkőhida, Pesti Barnabás utca végállomás |

| Sopronkőhida, Pesti Barnabás utca → Tómalom fürdő → Autóbusz-állomás |
| --- |
| Sopronkőhida, Pesti Barnabás utca végállomás – Pesti Barnabás utca – Tómalom sor – Pesti Barnabás utca – Pozsonyi út – Híd utca – Fapiac utca – Kőfaragó tér – Magyar utca – Ötvös utca – Várkerület – Széchenyi tér – Petőfi tér – Ógabona tér – Lackner Kristóf utca – Autóbusz-állomás végállomás |

## Megállóhelyek
| Távolság (km) | Idő (perc) | Megállóhely neve / korábbi neve(i)                       | Idő (perc) | Távolság (km) | Átszállási lehetőségek | Fontosabb nevezetességek, helyek, áruházak és intézmények a közelben |
| ------------- | ---------- | -------------------------------------------------------- | ---------- | ------------- | --- | --- |
| 0             | 0          | Autóbusz-állomás Lackner Kristóf utca                    | 20         | 8,3           | 1, 2, 3, 3Y, 4, 5, 5A, 5B, 5T, 5Y, 7, 7A, 7B, 7T, 8, 10, 10B, 10Y, 11Y, 12, 12B, 13, 13B, 14, 14B, 15, 15A, 17, 21, 27, 27A, 27B, 27T, 32 Helyközi és távolsági autóbuszjáratok | Soproni autóbusz-állomás Soproni Rendőrkapitányság Káposztás utcai Stadion INTERSPAR áruház Vásárcsarnok                                                                                        |
| 0,5           | 1          | Ógabona tér, Újteleki utca                               | 18         | 7,8           | 1, 2, 3Y, 4, 5, 5A, 5B, 5T, 7, 7A, 7B, 7T, 10, 10B, 10Y, 11Y, 12, 12B, 13, 14, 14B, 15, 15A, 32                                                                                 | Tűztorony Városháza Szentháromság-szobor Szent György-templom |
| –             | –          | Várkerület, Ötvös utca                                   | 17         | 7,1           | 1, 2, 3Y, 4, 5, 5A, 5B, 5T, 7, 7A, 7B, 7T, 10, 10B, 10Y, 11, 11A, 11B, 11Y, 12, 12B, 13B, 14, 14B, 15, 15A, 27, 27A, 27B, 27T, 27Y, 32                                          | Liszt Ferenc Konferencia- és Kulturális Központ Soproni Petőfi Színház Posta Soproni Szent Júdás Tádé-templom SOE Lámfalussy Sándor Közgazdaságtudományi Kar Európa leghosszabb tere – Deák tér |
| 1,3           | 3          | Móricz Zsigmond utca                                     | –          | –             | 13, 14, 14B, 15, 15A | |
| 1,7           | 6          | Fapiac Fapiac 11.                                        | 14         | 6,4           | 5B, 5Y, 7, 7A, 7B, 7T, 11A, 11Y, 13, 13B, 14, 14B, 15, 15A, 27, 27A, 27B, 27T, 27Y                                                                                              | Szent István park Soproni Szent István Plébánia |
| 2,1           | 7          | Híd utca, Balfi út                                       | 13         | 6,0           | 5B, 5Y, 7, 7A, 7B, 7T, 13, 13B, 14, 14B, 15, 15A, 27, 27A, 27B, 27T, 27Y | Soproni Szent Kereszt kápolna |
| 2,6           | 8          | Híd utca, Rákosi út Híd utca 58.                         | 12         | 5,5           | 5Y, 7, 7A, 7B, 7T, 13, 13B, 15, 27, 27A, 27B, 27T, 27Y | Szent Mihály temető Szent Mihály-templom |
| –             | –          | Pozsonyi út, Szent Mihály temető                         | 11         | 5,1           | 13, 13B | Szent Mihály temető Szent Mihály-templom |
| 3,6           | 11         | Pozsonyi út, autószalon Pozsonyi út 57. (autókereskedés) | 9          | 4,5           | 13, 13B | Növényi Sportakadémia SE Sopron |
| 4,2           | 12         | Pozsonyi út, Sand dűlő                                   | 8          | 3,9           | 13, 13B | STKH Zöldudvar Sopron (hulladéklerakó) |
| 5,0           | 14         | Pozsonyi út, régi vízműtelep                             | 6          | 3,1           | 13, 13B | |
| 6,0           | 16         | Jánostelep, bejárati út Jánostelepi elágazás             | 4          | 2,0           | 13, 13B | |
| –             | –          | Tómalmi elágazás                                         | 3          | 1,6           | 13, 13B | |
| 6,5           | 17         | Tómalmi csemetekert                                      | –          | –             | 13, 13B | |
| 6,9           | 18         | Tómalom fürdő                                            | 2          | 1,1           | 13B | Tómalom fürdő |
| 7,4           | 19         | Tómalmi elágazás Tómalmi elágazás, Csemetekert           | 1          | 0,6           | 13, 13B | |
| 7,9           | 20         | Sopronkőhida, Pesti Barnabás utca Sopronkőhida, ABC      | 0          | 0             | 13, 13B | Sopronkőhidai Fegyház és Börtön Szent Kereszt felmagasztalása kápolna |